# Louis de Silvestre

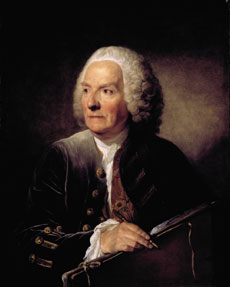
Jean-Baptiste Greuze: Porträt von Louis de Silvestre, Öl auf Leinwand, 1753

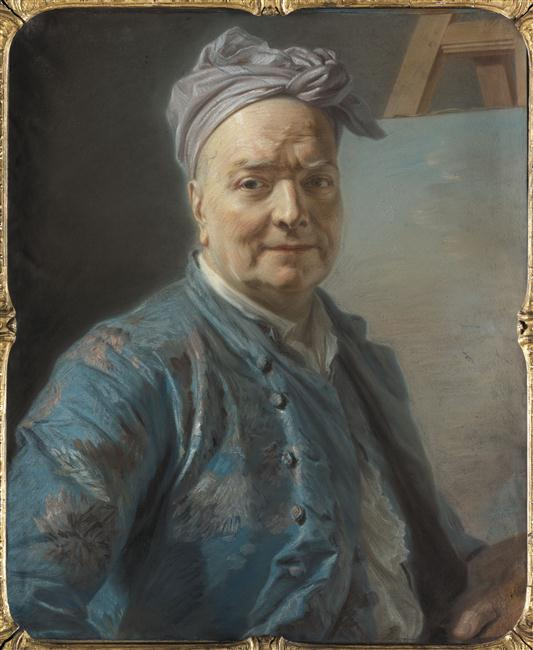
Maurice Quentin de La Tour: Bildnis von Silvestre, Pastell auf Papier, 1753

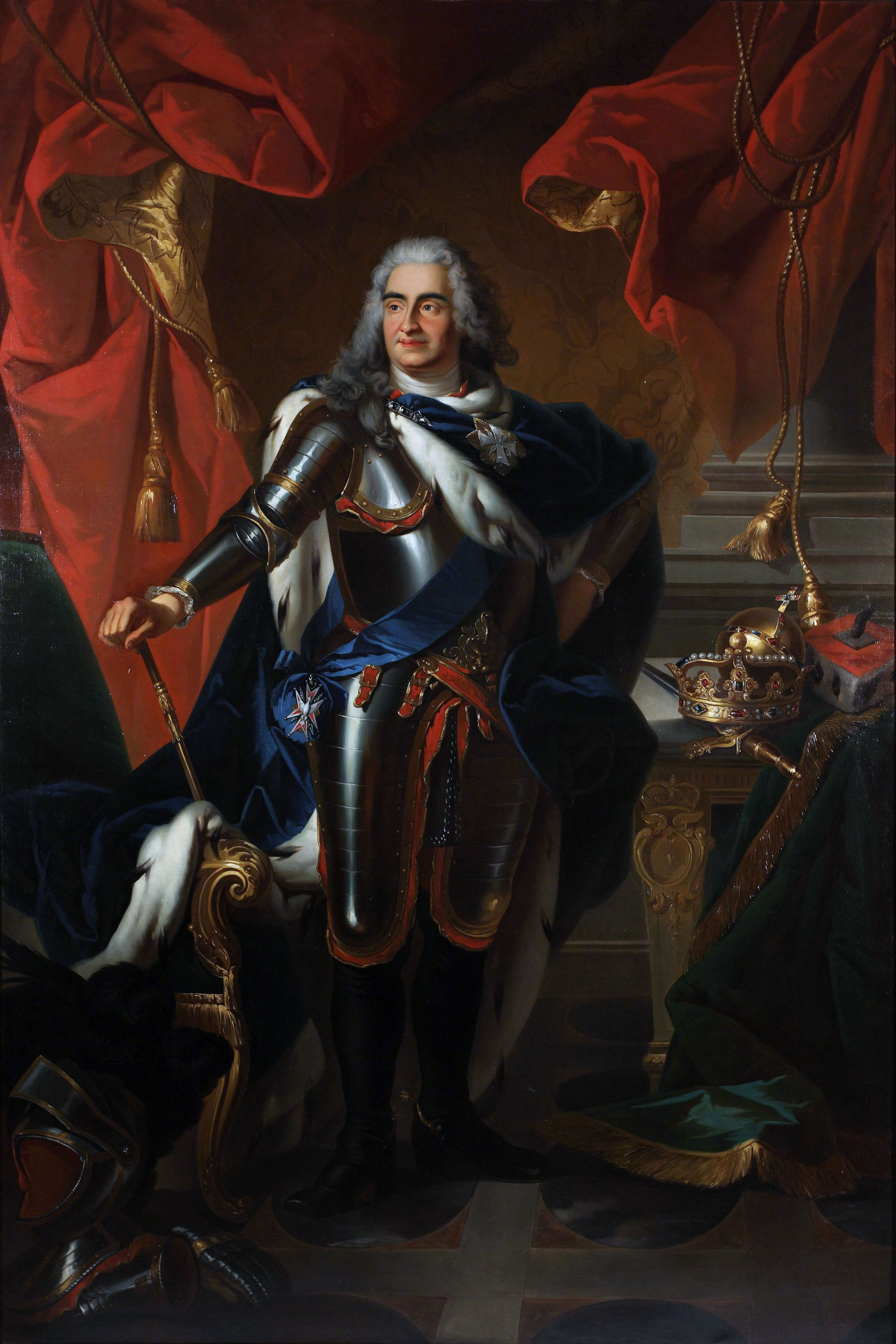
August der Starke, König von Polen und Sachsen, gemalt von de Silvestre (1718)

Louis de Silvestre (* 23. Juni 1675 in Sceaux; † 11. April 1760 in Paris) war ein französischer Maler.

## Leben
Louis war der jüngste Sohn des Malers Israël Silvestre. Er bekam zunächst Unterricht bei seinem Vater. Später studierte Silvestre an der Académie royale de peinture et de sculpture bei Charles Lebrun und Bon Boullogne.
1712 wurde de Silvestre stellvertretender Rektor der Académie Royale in Paris.
1716 reiste er auf Einladung des Kurfürsten und Königs August des Starken nach Dresden, wo er mehr als dreißig Jahre lang als Hofmaler wirkte. Er wurde zum Oberhofmaler ernannt und geadelt. Neben einer Fülle von Porträts schuf er Deckengemälde im Brühlschen Palais, im Japanischen Palais und im Mathematisch-Physikalischen Salon des Zwingers. 1727 wurde er Direktor der Malerakademie in Dresden. Er war von 1716 bis 1748 Hofmaler in Dresden.
Nach seiner Rückkehr nach Paris wurde de Silvestre 1752 Rektor der Académie Royale.
Louis war verheiratet mit Marie-Catherine Silvestre, ihre gemeinsame Tochter Marie-Maximilienne de Silvestre war ebenfalls als Malerin aktiv.
Sein Enkel Abbé Ludovicus Franciscus de Silvestre (* 1744 in Dresden; † 17. Oktober 1816 in Dresden) war Beichtvater von Prinz Xaver, dessen Grab sich auf dem Alten Katholischen Friedhof Dresden befindet.

## Werke (Auswahl)
- Deckengemälde im Festsaal des Brühlschen Palais in Dresden
- Deckengemälde im Mathematisch-Physikalischen Salon des Dresdner Zwingers
- Deckengemälde im Schlafzimmer König Augusts II. im Dresdner Residenzschloss
- Deckengemälde im Thronsaal König Augusts II. im Dresdner Residenzschloss
- Geplante Deckengemälde im Japanischen Palais